# Спільне використання файлів
Спільне використання файлів (жарг. розшарювання, від англ. file sharing) — надання файлів, що знаходяться на комп'ютері, в загальний доступ для інших користувачів комп'ютерної мережі.
При спільному використанні можливі розмежування доступу і керування доступом, тобто надання доступу до файлу тільки обмеженому колу користувачів і (або) з певних комп'ютерів; можливе надання різних прав доступу, наприклад:
- доступ тільки для читання,
- право читання і зміни,
- тощо.

У сучасному Інтернеті популярними є файлообмінні мережі, що надають доступ (тільки для читання) до обраних популярних файлів досить широкому (нерідко і зовсім необмеженому) колу користувачів, з метою обміну файлами (файлообмін). Цей процес називається роздачею файлу.
Другим значенням терміна «спільне використання файлів» є одночасна правка файлу декількома користувачами. Це використовується в сучасних системах розробки, нерідко в поєднанні з певною системою керування версіями.